# Oratorio de Noël

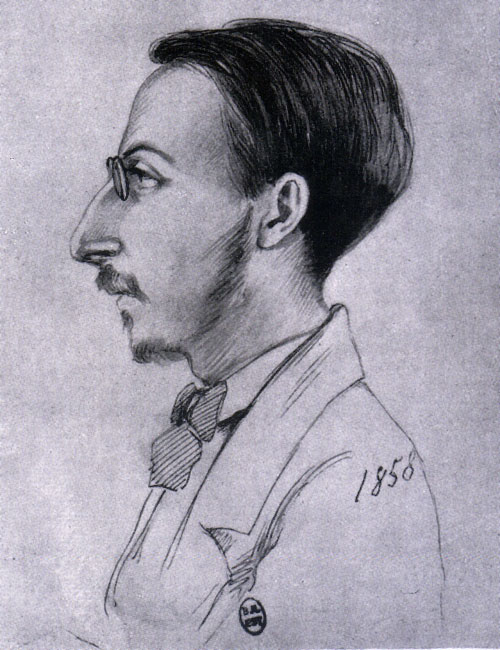
Camille Saint-Saëns, 1858

Das Oratorio de Noël (deutsch: „Weihnachtsoratorium“) ist ein 1858 entstandenes Oratorium des damals 23-jährigen französischen Komponisten Camille Saint-Saëns (1835–1921). Es trägt die Opuszahl 12.

## Entstehung
Camille Saint-Saëns wirkte ab 1858 an der Kirche La Madeleine in Paris als Organist, eine Stellung, die er fast 20 Jahre innehaben sollte. Bis zu diesem Zeitpunkt war er bereits u. a. als Komponist dreier Sinfonien (davon nur eine nummeriert: A-Dur, ca. 1850 / Nr. 1 op. 2 Es-Dur, 1853 / Urbs Roma, 1856) und einer Messe (1857) hervorgetreten. Im Advent 1858 komponierte er innerhalb von 12 Tagen sein Oratorio de Noël op. 12. Die Komposition war am 15. Dezember 1858 abgeschlossen und erlebte am 25. Dezember 1858 in der Madeleine ihre Uraufführung. Gewidmet ist sie seiner Kompositionsschülerin Clémence de Grandval.

## Besetzung und Aufführungsdauer
Das Werk sieht eine Besetzung mit 5 Vokalsolisten (Sopran, Mezzosopran, Alt, Tenor und Bariton), vierstimmigem gemischten Chor, Streichorchester, Harfe und Orgel vor. Blasinstrumente fehlen.
Die Aufführungsdauer des für ein Oratorium vergleichsweise kurzen Werkes beträgt etwa 35 bis 40 Minuten.

## Inhalt und Satzfolge
Der Katholik Saint-Saëns stellte für sein 10-teiliges Oratorio de Noël Texte aus der Bibel in der lateinischen Vulgata-Übersetzung zusammen, von denen einige zum Proprium der Missa in nocte (Christmette) des Weihnachtsfestes gehören. Auf die dem Lukasevangelium entnommene Verkündigung der Geburt Christi folgen Psalmtexte, Verse aus den Büchern der Propheten und aus dem Johannesevangelium. Mit wenigen Ausnahmen herrscht in der Komposition eine lyrisch-kontemplative Grundstimmung vor.
- Nr. 1 Prélude (dans le style de Seb. Bach). Instrumentales Vorspiel, das in seiner Anlage als wiegendes, siciliano-artiges Pastorale (im 12/8-Takt) auf barocke Vorbilder verweist, ohne jedoch eine tatsächliche Stilkopie Johann Sebastian Bachs darzustellen.
- Nr. 2 Récit et Chœur „Et pastores erant/Gloria in altissimis Deo“. Die Engelsbotschaft ist einem Solistenquartett (Sopran, Alt, Tenor und Bariton) anvertraut, das nachfolgende Gloria dem Chor, wobei der zunächst einfache Satz durch Fugierungen an Komplexität gewinnt.
Text: Lk 2,8-14 VUL, deutsch Lk 2,8-14 EU (Evangelium der Christmette)
- Nr. 3 Air „Expectans, expectavi Dominum“. Arie des Mezzosoprans
Text: Ps 39(40),2 VUL, deutsch EU
- Nr. 4 Air et Chœur „Domine, ego credidi/Qui in hunc mundum venisti“. Arie des Tenors im Wechsel mit dem geteilten Frauenchor
Text: Joh 11,27 VUL, deutsch Joh 11,27 EU
- Nr. 5 Duo „Benedictus, qui venit in nomine Domini“. Duett für Sopran und Bariton, in der Einleitung tritt erstmals die Harfe hervor.
Text: Ps 118,26-28 VUL, deutsch Ps 118,26-28 EU
- Nr. 6 Chœur „Quare fremuerunt gentes“. Eine kurze dramatische Episode des Chores („Warum toben die Heiden“) wandelt sich rasch in eine feierlich-ruhige Anrufung der Dreifaltigkeit.
Text: Ps 2,1 VUL, deutsch Ps 2,1 EU (Psalmvers und Doxologie des Introitus der Christmette)
- Nr. 7 Trio „Tecum principium“. Terzett (Sopran-, Tenor- und Baritonsolo), begleitet durch Figurationen der Harfe
Text: Ps 110,3 VUL, deutsch Ps 110,3 EU
- Nr. 8 Quatuor „Alleluia“. Solistenquartett (Sopran, Mezzosopran, Alt, Bariton)
Text: Jes 49,13 VUL, deutsch Jes 49,13 EU
- Nr. 9 Quintette et Chœur „Consurge, Filia Sion“. Das Orchester greift die Pastoralmelodie des 1. Teils wieder auf, in die zunächst das Solistenquintett, dann auch der Chor einstimmen.
Text: Kl 2,19 VUL und Jes 62,1 VUL, deutsch Kl 2,19 EU und Jes 62,1 EUTollite Hostias
- Nr. 10 Chœur „Tollite hostias“. Ein kurzer homophoner Schlusschor beschließt das Werk festlich.
Text: Ps 96(95),8,11,13 VUL, deutsch EU (Offertorium der Christmette)

Das in Frankreich häufig aufgeführte Werk hat auch im deutschen Sprachraum seit einigen Jahren zunehmend Eingang in das weihnachtliche Chorrepertoire gefunden und ist in mehreren CD-Einspielungen verfügbar (eine CD-Rezension von 2010 listet sieben Aufnahmen).

## Charakter des Werkes
Der Charakter des Oratorio de Noël ist überwiegend lyrisch-kontemplativ, was unter anderem in der historischen Einordnung und in der Analyse musikalischer Aspekte begründet liegt: Das Werk stammt aus einer Zeit, in der in der französischen Kirchenmusik allgemein der Fokus auf den Text und dessen Betrachtung, also auf Kontemplation, gelegt wurde. Zusätzlich legte der katholische Saint-Saëns selbst mehr Wert auf religiöse Aspekte und deren Betrachtung als auf das „menschliche Drama“ in den Bibeltexten.
Die Rahmengegebenheiten des Werkes wie die kleine Besetzung, die häufig ruhigen Tempi und die insgesamt eher zurückhaltende Dynamik erzeugen ebenfalls eine besinnliche Grundstimmung. Auch die einzelnen Sätze enthalten viele lyrische Aspekte: Beispiele dafür sind die klangteppichartigen Harfen-Arpeggien im siebten Satz oder das liebliche, von Dur-Klängen und gebundenen Viertel-Bewegungen geprägte zweite Thema des sechsten Satzes (ab Takt 48).
Die Sätze 1 und 9 des Werkes sind in manchen Notenausgaben mit dem Zusatz pastorale überschrieben. Das Hirten-Thema, das sich durch die Verwendung in beiden pastorale-Sätzen wie ein Bogen um das ganze Werk spannt, wirkt durch die Verwendung von Quinten und Quarten sowie Zungenregistern in der Orgel schlicht und gefühlvoll. Die Tatsache, dass Saint-Saëns seinem Werk wiederholt eine so schlichte Motivik verleiht und Dynamik und Besetzung eher zart hält, deutet schon darauf hin, dass das Oratorio de Noël tatsächlich auf stimmungsvolle Kontemplation, also religiöse Betrachtung, statt auf pompösen Lobpreis ausgerichtet ist. Doch nicht alle Sätze wirken durch ihre Motivik direkt beim ersten Hören so, weshalb dieser Charakter dem Werk nicht ohne genauere Analyse der einzelnen Sätze zugesprochen werden kann. Der sechste Satz beginnt zum Beispiel mit einem Abschnitt (Takt 1 bis 33), der durch das Fortissimo, das wilde Streicher-Ostinato und die vollgriffigen Orgel-Akkorde zwar lyrisch im Sinne von stimmungsvoll, aber nicht kontemplativ (in anderen Worten „besinnlich“) wirkt. Das Werk kann also nicht pauschal lyrisch-kontemplativ genannt werden, doch trotz der weniger besinnlichen Stellen kann man eine lyrisch-kontemplative Grundstimmung feststellen.